# Karola Meeder
Karola Meeder (* 1964 in Baden-Baden als Karola Zeisberg) ist eine deutsche Filmregisseurin.

## Leben
Karola Meeder studierte Kunstgeschichte und Germanistik in Berlin und Freiburg. Nach einigen Jahren als Regie-Assistentin wurde sie Mitte der 1990er Jahre als Regisseurin fürs ZDF aktiv. Sie hatte die Regie bei diversen Das Traumschiff-, Rosamunde Pilcher- oder Ein Sommer in...-Fernsehfilmen.

## Filmografie (Auswahl)
- 1995: Immenhof (Fernsehserie, 10 Folgen)
- 1996–2020: Das Traumschiff (Fernsehreihe, 10 Folgen)
- 1997–2025: Rosamunde Pilcher (Fernsehreihe, 7 Folgen)
- 1999–2000: Kanadische Träume – Eine Familie wandert aus (TV-Dreiteiler)
- 2000: Der arabische Prinz
- 2003: Auch Erben will gelernt sein
- 2004–2008: Inga Lindström (Fernsehreihe, 8 Folgen)
- 2007–2010: Unsere Farm in Irland (Fernsehreihe, 4 Folgen)
- 2008–2010: Kreuzfahrt ins Glück (Fernsehreihe, 3 Folgen)
- 2014–2021: Ein Sommer in... (Fernsehreihe, 6 Folgen)
- 2016: Endstation Glück
- 2019: Mit der Tür ins Haus
- 2024: Lena Lorenz (Fernsehreihe, 2 Folgen)